# Seznam izrednih članov Hrvaške akademije znanosti in umetnosti
Seznam izrednih članov Hrvaške akademije znanosti in umetnosti.

## A
Ibrahim Aganović - 
Igor Anić - 
Jelena Aurer-Koželj - 

## B
Josip Balabanić - 
Josip Barković - 
Vladimir Bermanec - 
Miroslav Bertoša - 
Zlatko Bourek - 
Josip Brnić - 
Dunja Brozović Rončević - 

## Č
Željka Čorak - 
Filip Čulo - 

## D
Vladimir Degan - Đuro - 
Iva Dekaris - 
Vida Demarin - 
Gordan Družić - 
Zijad Duraković - 
Theodor Dürrigl -

## E
Ivan Erceg - 

## F
Dragutin Feletar - 
Tomislav Filetin - 

## G
Branimir Gašperz - 
Hrvoje Gomerčić - 
Ivo Grabovac - 

## H
Branko Hećimović - 
Marijan Herak - 

## J
Milka Jauk-Pinhak - 
Božidar Jelčić - 
Vjekoslav Jerolimov - 

## K
Nikola Kallay - 
Slobodan Kaštela - 
Vladimir Knapp - 
Davor Krapac - 

## L
Boran Leontić - 
Josip Lisac - 
Čedomil Ljubešić - 

## M
Mira Menac-Mihalić - Mladen Michiedo - 
Josip Madić - 
Zvonko Maković - 
Stanislav Marijanović - 
Mirko Marković -
Ranko Matasović -
Ante Mihanović - 
Nedjeljko Mihanović - 

## N
Biserka Nagy - 
Krešimir Nemec - 
Darko Novaković - 

## O
Mladen Obad Šćitaroci - 

## P
Ladislav Palinkaš - 
Frano Parać - 
Ivo Petrinović - 
Ivanka Petrović - 
Eduard Prelogović - 
Mirko Primc -

## R
Zoltan Racz - 
Elsa Reiner - 
Marko Ruždjak - 

## S
Tomislav Sabljak - 
Ljerka Schiffer-Premec - 
Josip Sečen - 
Ante Simonič - 
Višnja Stahuljak Chytil - 
Ennio Stipčevič - 
Željko Sutlić - 
Antun Szavits-Nossan - 

## Š
Olga Šarc-Lahodny - 
Tomislav Šegota - 
Ivo Škarić? - 
Antun Šojat - 
Mladen Štulhofer - 
Vitomir Šunjić -
Franjo Švelec -

## T
Radoslav Tomić - 
Stjepan Tomaš - 
Goran Tribuson - 
Stanislav Tuksar - 

## V
Nenad Vekarić - 
Damir Viličić - 
Igor Vlahović - 
Dragomir Vojnić - 
Vladimir Volenec - 
Zlatan Vrkljan - 

## W
Ivana Wrischer-Đurašević - 
Mercedes Wrischer - 

## Z
Marin Zaninović - 

## Ž
Vedran Žanić - 
Milena Žic-Fuchs - 
Mladen Žinić - 